# Fabia Mantwill
Fabia Mantwill (* 1993 in Berlin) ist eine deutsche Jazzmusikerin (Saxophon, Gesang, Komposition).

## Leben und Wirken
Mantwill, die in Chemnitz aufwuchs, begann als Kleinkind zu musizieren und besuchte die Kreativitätsgrundschule Chemnitz. Sie lernte Gitarre, Flöte und Klavier, bevor sie das Tenorsaxophon für sich entdeckte. Mit zwölf Jahren gründete sie ihre Band die „Jazzbanausen“ (mit der sie auch beim Internationalen Dixielandfestival Dresden auftrat); 14-jährig musizierte sie mit Andrej Hermlin im Swing Dance Orchestra. Seit 2011 studierte sie zunächst im Bachelorstudiengang am Jazz-Institut Berlin und an der Sibelius-Akademie, um dann 2019 ihr Masterstudium an der Hochschule für Musik und Theater Hamburg bei Christian Elsässer, Marcio Doctor und Ruta Paidere zu absolvieren. Während des Studiums war sie zunächst Mitglied im Jugend-Jazzorchester Sachsen, von 2014 bis 2016 im LandesJugendJazzOrchester Brandenburg unter Leitung von Jiggs Whigham. 2017 nahm sie am Internationalen Workshop für Jazz und Creative Music am Banff Center in Kanada unter Leitung von Vijay Iyer und Tyshawn Sorey teil.
2017 gründete Mantwill ihr Fabia Mantwill Orchestra, mit dem sie Konzerte in Berlin und Hamburg gab. 2018 wurde sie von Vince Mendoza als Arrangeurin und Komponistin ausgewählt, um für das Metropole Orkest feat. Becca Stevens zu schreiben. Mit ihrem Quintett, zu dem zunächst Greg Cohen, der Gitarrist Rob Luft, Schlagzeuger Ludwig Wandinger und die Cellistin Emily Wittbrodt gehörten, trat sie bei Elbjazz und im A-Trane, später auch in Düsseldorf auf. Im November 2018 fand die Uraufführung ihres Orchesterwerks Sasa ndio Sasa in der Elbphilharmonie statt, bei der sie gleichzeitig als Komponistin, Dirigentin und Solistin in Erscheinung trat. Mit Lauren Baba, Mareike Wiening, Noa Fort, Eunhye Jeong und Lieke van der Voort bildet sie die Formation red Exit. Mit Keno Harriehausen, Eva Kruse, Eva Klesse und Nils Landgren trat sie bei der JazzBaltica 2020 auf. Im Mai 2021 veröffentlichte sie das Album Em.Perience mit ihrem Fabia Mantwill Orchestra und Solisten wie Kurt Rosenwinkel, Nils Landgren, Ben Wendel und Marcio Doctor, das sie im Juni 2021 auf der JazzBaltica vorstellte. Der Titel des Albums ist eine Wort-Zusammenziehung aus „Empathie“ und „Experience“. 2024 trat sie mit ihrem Large Format wieder bei JazzBaltica auf, 2025 bei der Jazzwoche Burghausen.
Mantwill spielte auch beim Kopenhagener Jazzfestival und tourte in China, Indien, Brasilien, Westafrika, Nordamerika und Europa. Sie ist auch auf Alben von Martin Gordon, Yello und dem Sampler Planet 9 zu hören.
Seit 2022 ist Mantwill die künstlerische Leiterin des Berliner JugendJazzOrchesters.

## Preise und Auszeichnungen
Mantwill wurde 2016 mit der Betty Carter’s Jazz Ahead Residency ausgezeichnet. 2021 erhielt sie den Deutschen Jazzpreis in der Kategorie Arrangement des Jahres.